# سازمان رسانه نروژ
سازمان رسانه نروژ یا متولی رسانه نروژ (به نروژی: Medietilsynet) یک آژانس اجرایی تحت وزارت فرهنگ نروژ است که با وظایف فرهنگی مربوط به پخش همگانی، مطبوعات و فیلمها سر و کار دارد.

## وظایف و تأثیر
از جمله این وظایف می‌توان به رده‌بندی فیلم‌ها، نظارت بر اجرای قوانین مربوط به تولید محتوا، تبلیغات و حمایت مالی، کنترل مجوز روزنامهها و بررسی درخواست سوبسید رسانه‌ای و نظارت بر مالکیت رسانه‌ها، اشاره کرد. وظیفه سازمان رسانه نروژ در مورد مالکیت رسانه‌ها آن است که اطمینان حاصل کند این نوع مالکیت در دست افراد حقیقی و حقوقی خاص متمرکز نشده باشد.
نروژ در طول سال‌های ۲۰۱۷ تا ۲۰۱۹ رتبه یک شاخص آزادی رسانه و در طول سال‌های ۲۰۱۳ تا ۲۰۱۶ جزو سه‌تای برتر بوده‌است. سازمان گزارشگران بدون مرز یکی از عوامل آزادی مطبوعات در این کشور را، بازدهی سازمان رسانه نروژ دانسته‌است.